# جواهر اسکندروا
جواهر اسکندروا (ترکی آذربایجانی: Cəvahir İsgəndərova; ۳ مارس ۱۹۱۴ – ۴ اکتبر ۲۰۰۳) بازیگر تئاتر آذربایجانی، «هنرمند مردمی» آذربایجان شوروی و یکی از بنیان‌گذاران تئاتر دولتی تماشاگران جوان جمهوری آذربایجان بود.

## زندگی‌نامه
جواهر اسکندروا ۳ مارس سال ۱۹۱۴ در شهر تفلیس به دنیا آمد. در مدرسه‌ای دخترانه در باکو درس خواند و از سنین کودکی به یک باشگاه درام ملحق شد. در سال ۱۹۲۷ بود که نقش «آنا» در نمایش «طوفان» از «لطیف کریملی» را ایفا نمود. از آن روز فعالیت‌های هنری وی در تئاتر دولتی تماشاگران جوان جمهوری آذربایجان که خودش یکی از بانیانش بود، کلید خورد.
جواهر اسکندروا به عقد علی‌آقا آقایف، هنرمند مردمی» آذربایجان شوروی، درآمد و حاصل این ازدواج دو فرزند از جمله یک پسر و یک دختر بود. پس از تولد فرزندانش، صحنه را ترک گفت و به مراقبت از خانواده اش پرداخت. پسرش «واقف» به مدت مدیدی به عنوان کارگردان در تئاتر موزیکال آذربایجان کار نمود.
جواهر اسکندروا ۴ اکتبر سال ۲۰۰۳ در شهر باکو درگذشت.